# Hydroptila simulans
Hydroptila simulans – chruścik z rodziny Hydroptilidae. Larwy budują małe, bocznie spłaszczone, przenośne domki, zbudowane z przędzy jedwabnej i ziarenek piasku.
Gatunek występujący w całej Europie w strumieniach i rzekach, limneksen.
W Finlandii występuje  stosunkowo licznie w rzeczkach i potokach, rzadziej w zalewach morskich i jeziorach oligotroficznych. Na Łotwie uważany za gatunek reofilny. Imagines poławiane nad Balatonem.